# Air Moana
 (mars 2023).
Si vous disposez d'ouvrages ou d'articles de référence ou si vous connaissez des sites web de qualité traitant du thème abordé ici, merci de compléter l'article en donnant les références utiles à sa vérifiabilité et en les liant à la section « Notes et références ».

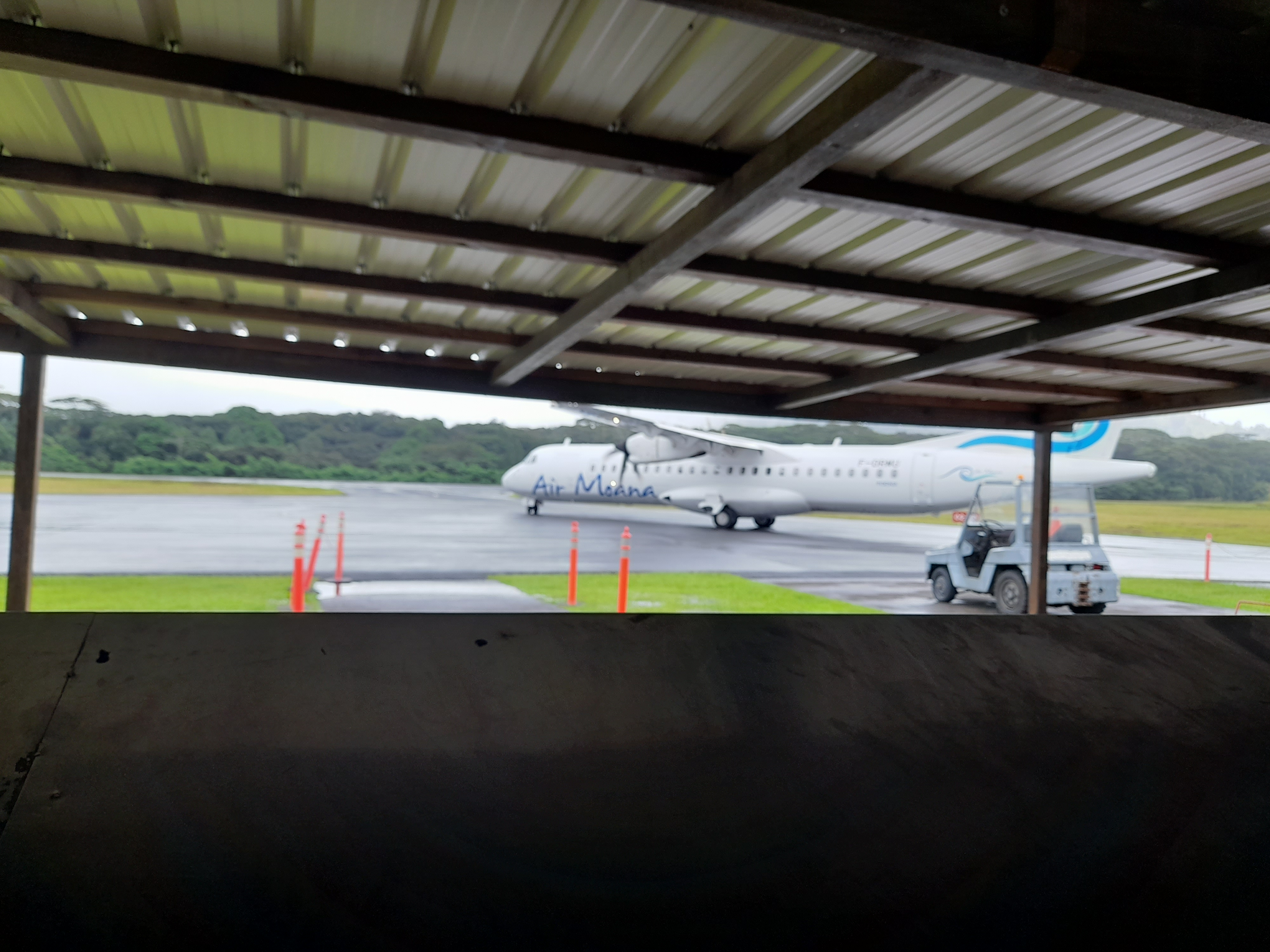
Un des ATR 72 de Air Moana

Air Moana (code IATA : NM; code OACI : NTR) est une compagnie aérienne régionale française basée en Polynésie française[réf. nécessaire].
Disposant début 2023 de deux ATR 72-600 de 72 sièges, la compagnie a débuté ses premières rotations commerciale le 13 février 2023, vers Bora Bora (Motu Mute), Rangiroa et Raiatea[réf. nécessaire].

## Destinations
La compagnie dessert au départ de Tahiti-Faaa les destinations suivantes :
| Pays                | Archipel               | Ile            |
| ------------------- | ---------------------- | -------------- |
| Polynésie française | Archipel de la Société | Moorea - Temae |
| Polynésie française | Archipel de la Société | Raiatea        |
| Polynésie française | Archipel de la Société | Huahine        |
| Polynésie française | Archipel de la Société | Bora-Bora      |
| Polynésie française | Archipel des Tuamotu   | Rangiroa       |
| Polynésie française | Archipel des Marquises | Nuku Hiva      |
| Polynésie française | Archipel des Marquises | Hiva Oa-Atuona |

## Flotte
Au mois de mars 2023, Air Moana exploite 2 appareils :